# Condat-en-Combraille
Condat-en-Combraille ist eine französische Gemeinde mit 412 Einwohnern (Stand 1. Januar 2022) im Département Puy-de-Dôme in der Region Auvergne-Rhône-Alpes (vor 2016 Auvergne). Die Gemeinde gehört zum Arrondissement Riom und zum Kanton Saint-Ours (bis 2015 Pontaumur). 

## Lage
Condat-en-Combraille liegt etwa 45 Kilometer westnordwestlich von Clermont-Ferrand in der alten Kulturlandschaft der Combrailles am Fluss Tyx, an einem Teil der nördlichen Gemeindegrenze verläuft die Saunade. Umgeben wird Condat-en-Combraille von den Nachbargemeinden Montel-de-Gelat im Norden, Tralaigues und Villosanges im Nordosten, Landogne im Osten, Combrailles im Osten und Südosten, Saint-Étienne-des-Champs im Südosten, Voingt im Süden, Giat im Südwesten, La Celle im Westen und Südwesten sowie Saint-Avit im Westen.

## Weblinks

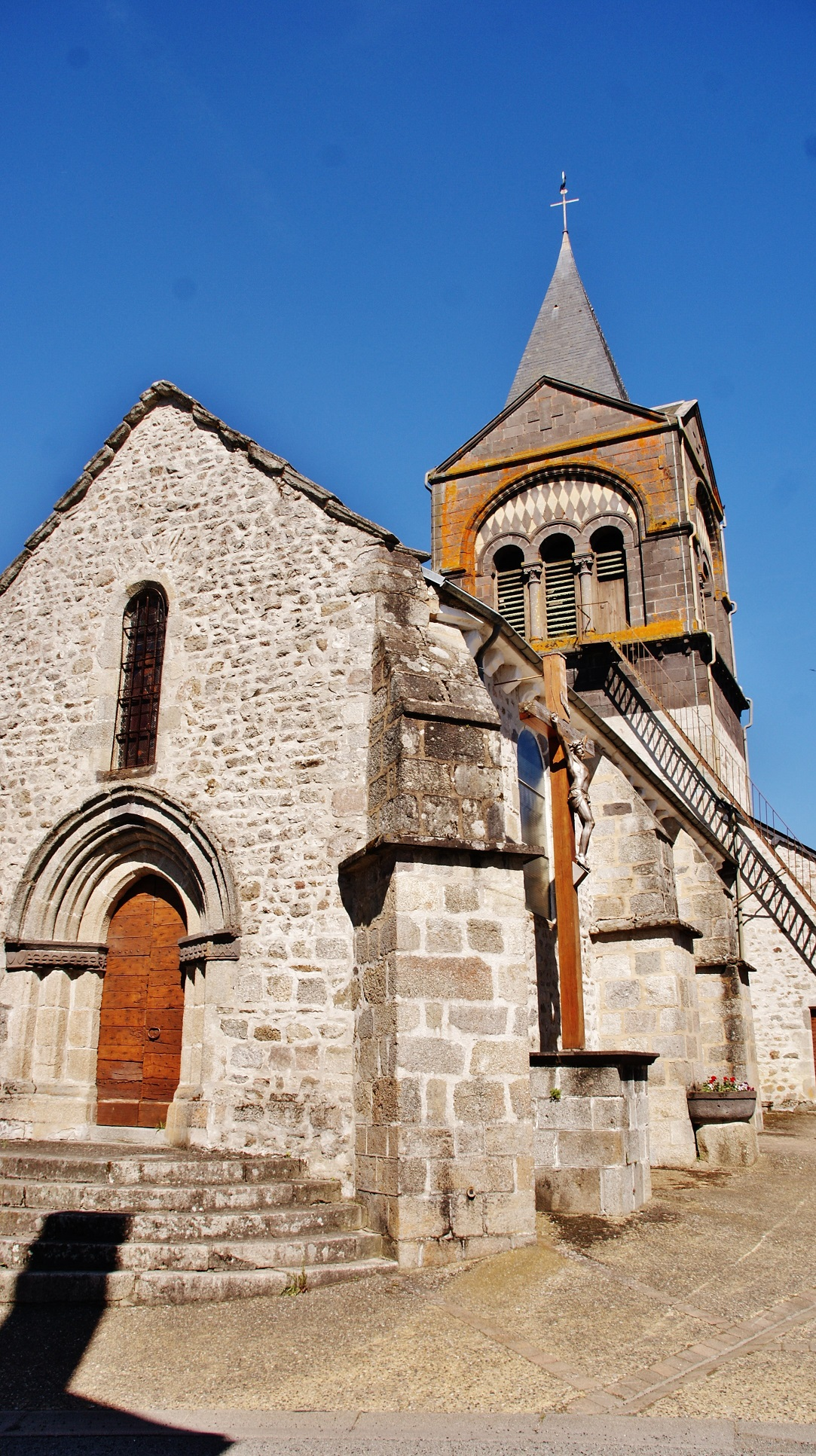
Kirche Saint-Martin

## Bevölkerungsentwicklung
| Jahr                       | 1962 | 1968 | 1975 | 1982 | 1990 | 1999 | 2006 | 2013 |
| Einwohner                  | 705  | 686  | 647  | 608  | 593  | 520  | 497  | 450  |
| Quellen: Cassini und INSEE |      |      |      |      |      |      |      |      |

## Sehenswürdigkeiten
- Kirche Saint-Martin